# Сэвил, Джон, 1-й граф Мексборо
Джон Сэвил, 1-й граф Мексборо (англ. John Savile, 1st Earl of Mexborough; декабрь 1719 — 17 февраля 1778) — британский пэр и политик, известный как лорд Поллингтон с 1753 по 1766 год.

## Биография
Родился в декабре 1719 года. Старший сын Чарльза Сэвила из Метли (1676—1741) и Алатеи Миллингтон.
Джон Сэвил заседал в Палате общин Великобритании от Хэдона в Ист-Йоркшире в 1747—1754 годах и от Нью-Шорхэма в 1761—1768 годах. В 1749 году он был награжден Орденом Бани.
8 ноября 1753 года для него был создан титул барона Поллингтона из Лонгфорда в графстве Лонгфорд (Пэрство Ирландии), оставался при этом депутатом Палаты общин Великобритании. 11 февраля 1766 года он получил титулы виконта Поллингтона из Фернса в графстве Уэксфорд (Пэрство Ирландии) и графа Мексборо из Лиффорда в графстве Донегол (Пэрство Ирландии).
Друг и покровитель драматурга и актера-менеджера Сэмюэля Фута. Во время визита в Мексборо в 1766 году Сэмюэль Фут потерял ногу в результате несчастного случая при езде.

## Личная жизнь
20 января 1760 года лорд Мексборо женился на Саре Делаваль (1742 — 9 августа 1821), дочери Фрэнсиса Блейка Делаваля и Роды Априс. У супругов было трое сыновей:
- Джон Сэвил, 2-й граф Мексборо (8 апреля 1761 — 3 февраля 1830)[1], старший сын и преемник отца.
- Достопочтенный Генри Сэвил (17 сентября 1763—1828)[1]
- Достопочтенный Чарльз Сэвил (27 апреля 1774 — 18 февраля 1807)[1].

Лорд Мексборо скончался 17 февраля 1778 года в возрасте 58 лет. Ему наследовал его старший сын, Джон Сэвил, 2-й граф Мексборо.